# Ludwig Borchardt
Ludwig Borchardt (5 de outubro de 1863 — 12 de agosto de 1938) foi um arquiteto e egiptólogo alemão. Ele é mais conhecido por encontrar um busto famoso de Nefertiti em Amarna. 

## Vida
Também conhecido como Herbert, Borchardt estudou inicialmente Arquitetura e mais tarde Egiptologia com Adolf Erman. Em 1895, ele viajou para o Cairo e produziu, com Gaston Maspero, o Catálogo do Museu Egípcio (Catalogue Général du Musée du Caire).

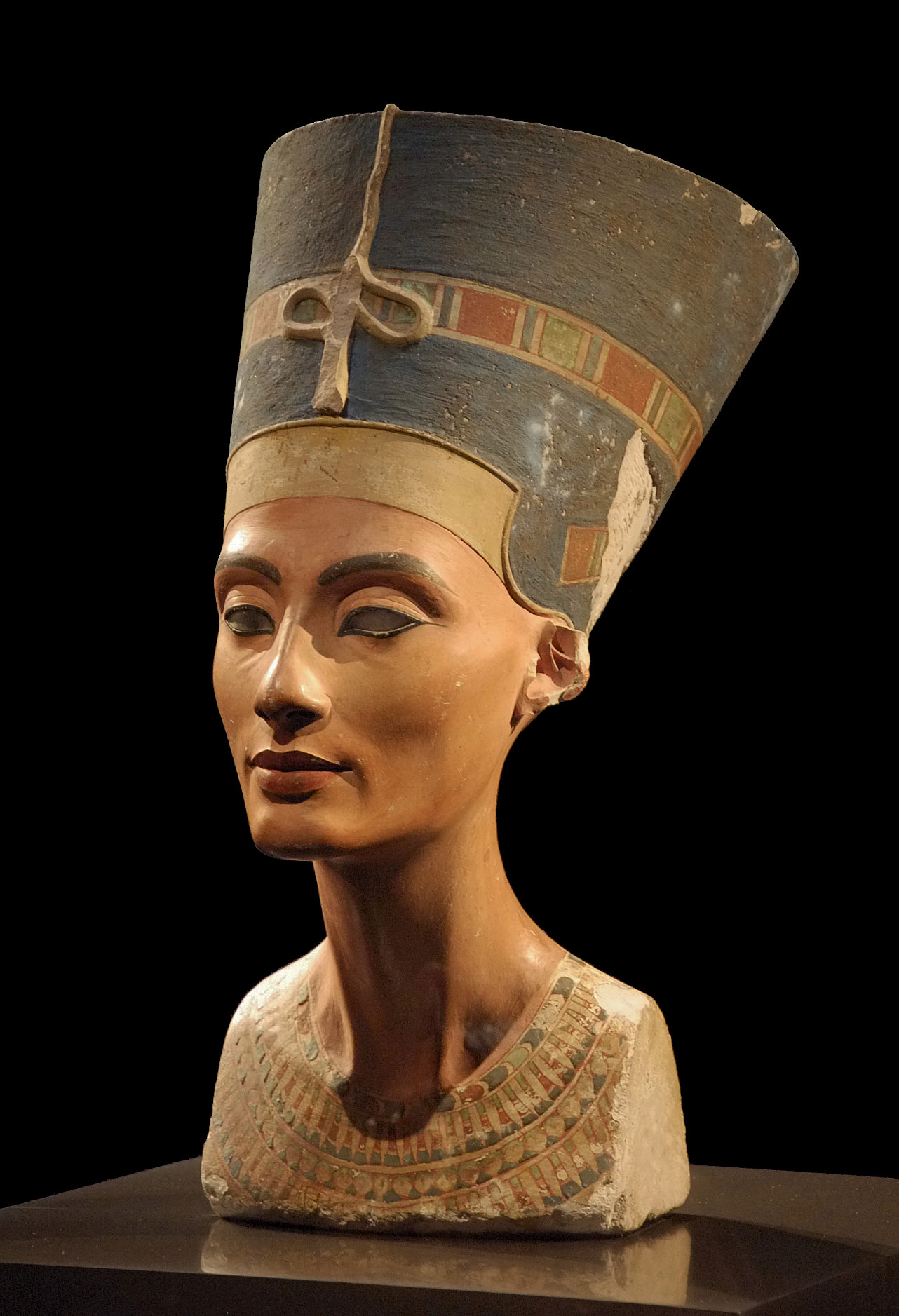
O busto de Nefertiti é o achado mais conhecido de Ludwig Borchardt

Seu foco principal era a arquitetura do Antigo Egito. Ele começou escavações em Amarna, onde descobriu a oficina do escultor Tutemés. Entre seu conteúdo estava o famoso busto de Nefertiti, (agora no Neues Museum em Berlim). De 1902 a 1908, ele realizou extensas escavações na Pirâmide de Sahure, explorando todo o complexo mortuário. Ele publicou suas descobertas em um estudo de dois volumes Das Grabdenkmal des Konigs Sahure , "O Monumento Funerário do Rei Sahure", que ainda é considerado o trabalho padrão no complexo de Sahure.
Borchardt casou-se com Emilie (Mimi) Cohen, uma das filhas de Eduard Cohen e Ida Kuhn. Em 1903, Mimi recebeu uma herança de seu avô Abraham Kuhn de 150 000 marcos, uma fortuna considerável igual a 53,7 quilos de ouro, e gastou a maior parte na compra de uma villa no Cairo.
Em 1907, Borchardt fundou o Instituto Arqueológico Alemão (Deutsches Archäologische Institut) no Cairo, e permaneceu como seu diretor até 1928. Enquanto morava no Cairo, ele também dirigiu as escavações em Heliópolis e as tumbas nobres do Reino Antigo em Abu Gurabe. Ele morreu em Paris em 12 de agosto de 1938.[carece de fontes?]

## Publicações
- Baugeschichte des Amontempels von Karnak (1905)
- Die Annalen und die zeitliche Festlegung des Alten Reiches der ägyptischen Geschichte (1917)
- Quellen und Forschungen zur Zeitbestimmung der Ägyptischen Geschichte, 3 volumes (1917-1938)